# Сезон охоты 2
«Сезо́н охо́ты 2» (англ. Open Season 2) — direct-to-video сиквел компьютерного анимационного фильма «Сезон охоты», выпущенного в 2006 году студией Sony Pictures Animation. Картина снята режиссёром Мэттью О’Каллаханом при участии Тодда Уайлдермена и спродюсирована Кирком Бодифелтом и Мэттью О’Каллаханом.
Небольшой анонсирующий трейлер к фильму был размещён на DVD с фильмом «Лови волну!» и на Blu-ray-диске. Трейлер сам по себе очень короткий, содержит лишь клипы из первого фильма и никаких новых материалов. Трейлер можно найти на официальном сайте «Сезона охоты 2» и на сайте популярного видео YouTube. Новый трейлер к фильму был выпущен для веб-сайта Reel FX Entertainment, а в последнее время добавлен и на YouTube одной из анимационных студий, работавших над фильмом. В ролике показывается похищение Сосисочки и некоторые фрагменты того, что собираются делать Буг, Эллиот и их друзья, чтобы вернуть Сосисочку обратно. В трейлере также показаны животные, удерживающие в заложниках Сосисочки. Другой трейлер продолжительностью около 10 минут включен на диск с фильмом «Марли и я».

## Сюжет
Спустя два года после событий первого фильма, Эллиот отращивает новые гигантские рога и собирается жениться на Жизель. Однако новые рога Эллиота случайно отламываются, что расстраивает его. Полагая, что его треснувшие рога — знак неудачи, и услышав слова, сказанные Яном во время свадебной церемонии, Эллиот начинает сомневаться. Тем временем Сосисочка находит след из собачьего печенья, оставленный его предыдущими владельцами, и идёт по нему. В кульминационный момент свадьбы Эллиот становится свидетелем того, как Сосисочка уводят его бывшие хозяева, Боб и Бобби. Эллиот рассказывает другими лесными животными преувеличенную историю о том, как Бобби мучает Сосисочку, и решает провести спасательную операцию, чтобы спасти его, а также использовать это, чтобы не жениться на Жизель, пока его гигантские рога не отрастут снова. Буг, Эллиот, Жизель, Мак-Сквизи, Бадди, Серж и Дени отправляются на спасательную операцию под руководством Буга.
Тем временем питомцы друзей Боба и Бобби, направляющиеся в Pet Paradiso, курорт для людей и их питомцев, встречаются на остановке для отдыха. Там находятся пудель Фифи и его бассет-хаунд Роберто, два кота по имени Стэнли и Роджер, и две собаки по имени Руфус и Шарлин. Фифи обсуждает свою ненависть к диким животным, описывая, как, по его словам, они ударили его током с помощью электромухобойки. Затем он пытается растерзать ближайшего кролика, пока его не останавливает хозяин. Тем временем дикие животные находят Сосисочку, к большому разочарованию Эллиота. Они пытаются освободить его, пока его хозяева останавливаются на заправке. Они освобождают его от цепей, но из-за импульсивности и неуклюжести Эллиота они случайно оставляют его застрявшим в автофургоне вместе с Бадди. Эллиот и Жизель спорят и в конце концов оставляют Эллиота искать самого Сосисочки, в то время как Серж и Дени летят на его поиски.
Хозяева вместе с Сосисочкой и Бадди добираются до лагеря для животных. Остальные питомцы встречаются с Сосисочкой, и Фифи пытается вернуть Сосисочку в его прежнее состояние, но тот сопротивляется. Бадди помогает Сосисочку сбежать, а Бадди пытается освободить его от электрошокового ошейника. Во время погони Фифи получает удар током от ошейника, в результате чего у него обжигается шерсть на лбу, из-за чего он теряет большую часть рассудка и клянётся отомстить.
Тем временем Серж и Дени возвращаются и рассказывают, что нашли Сосисочка и Бадди в лагере для животных, не подозревая, что те уже сбежали. Буг и остальные разбивают лагерь, и Бугу не удаётся убедить Жизель, что Эллиот хороший человек и что они должны быть вместе. Дикие понимают, что они отправились в Pet Paradiso. Сосисочка и Бадди находят Эллиота в лесу и убеждают его отправиться в Pet Paradiso, чтобы спасти друзей.
Дикие пытаются проникнуть в Pet Paradiso, маскируясь под домашних животных: Жизель — под далматинца, а Мак-Сквизи — под чихуахуа. Буг пытается пробраться внутрь под видом кота, но оказывается слишком большим, чтобы выдать себя за кота. Затем он меняет маскировку на овчарку. После того, как Эллиот, Сосисочка и Бадди встречаются с Бугом, Эллиот также маскируется под хозяина Буга, и они пробираются внутрь. Жизель и Мак-Сквизи ходят по Pet Paradiso в поисках Сосисочки, но их прикрытие раскрывается, и их ловят Фифи и другие питомцы, которых увозят в секретное логово под водной горкой курорта. Эллиот, Бадди и Сосисочка пытаются проникнуть внутрь, чтобы спасти Жизель и Мак-Сквизи, но Сосисочка, снова скучающий по роли домашнего животного, идёт играть на водную горку, оставляя остальных, кроме Буга, на произвол судьбы, в плену у Фифи, в то время как Буг пытается поймать Сосисочку.
Фифи пытается убить их всех кучей электроошейников. Когда Буг пытается помешать Сосисочку спуститься с водной горки, его прикрытие раскрывается, и охрана пытается усыпить его. Прежде чем Фифи шокирует диких зверей, Эллиот, научившийся доверять себе больше, чем своим рогам, пытается признаться Жизель в любви, но та ругает его за то, что он бросил её у алтаря, используя «похищение» Сосисочки в качестве оправдания. Когда Фифи собирается убить их, Буг проникает в логово через водную горку, и жидкость смывает всех.
Начинается битва между дикими и домашними животными, в ходе которой охрана Pet Paradiso сосредотачивается на усыплении диких животных. Пока Буг обманывает охрану, заставляя их усыпить себя, Эллиот спасает Жизель, случайно надев на себя все электроошейники. Он борется с Фифи в бассейне за пульт управления ошейником; Фифи в конце концов хватает пульт и активирует ошейники, только чтобы понять, что Эллиот прикрепил ошейники к нему. Фифи переживает удар током, но теряет всю свою шерсть, что ещё больше унижает его. Домашние животные и дикие животные улаживают свои разногласия и решают стать друзьями. Сосисочка, желая снова стать домашним животным, решает присоединиться к питомцам и возвращается к своим хозяевам с радостью. Вернувшись в лес, Эллиот наконец признаётся в своих истинных чувствах к Жизель, и они женятся.

## Роли озвучивали
- Джоэл Макхейл — Эллиот
- Майк Эппс — Буг
- Джейн Краковски — Жизель
- Билли Коннолли — Мак-Сквизи
- Криспин Гловер — Фифи
- Стив Шириппа — Роберто
- Джорджия Энджел — Бобби
- Дидрих Бадер — Руфус
- Коди Камерон — мистер Винни (Сосисочка)
- Фред Столлер — Стэнли
- Оливия Хэк — Шарлин
- Дэнни Манн — Серж

## Выход на экраны
Несмотря на презентацию фильма как direct-to-video в США и Великобритании, в некоторых странах картина вышла в кинопрокат:

### Даты выхода по странам
- Южная Африка — 24 сентября 2008 (кинотеатры, премьера)
- Россия — 16 октября 2008 (кинотеатры)
- Норвегия — 1 ноября 2008 (кинотеатры)
- Нидерланды — 2 декабря 2008 (кинотеатры)
- Австралия — 10 декабря 2008 (DVD и Blu-ray)
- США — 27 января 2009 (DVD и Blu-ray)
- Великобритания — TBD

### Распространение по странам
- Sony Pictures Home Entertainment — в Великобритании, США, Нидерландах, России, Франции и прочих странах
- Bontonfilm — в Чехии для Universal Pictures
- Universal Pictures — в Канаде, Чехии и Дании
- The Weinstein Company — в Гонконге и Исландии
- Tatrafilm — в Словакии для Lions Gate Entertainment
- Lions Gate Entertainment — в Норвегии, Швеции, Словакии, Мексике, Австралии, Новой Зеландии и Германии
- 20th Century Fox — в Китае, Южной Африке и Малайзии